# Culicoides xanthogaster
Culicoides xanthogaster är en tvåvingeart som beskrevs av Jean-Jacques Kieffer 1918. Culicoides xanthogaster ingår i släktet Culicoides och familjen svidknott.
Artens utbredningsområde är Guinea. Inga underarter finns listade i Catalogue of Life.